# National Treasure (televíziós sorozat)
A National Treasure egy 2016-ban készült 4 részes dráma, amelyet a Channel 4-en adtak le, forgatókönyvét Jack Thorne írta.
Főszereplője a Robbie Coltrane által alakított Paul Finchley, egy humorista, akit azzal vádolnak meg, hogy régebben egy 15 éves lányt erőszakolt meg. Julie Walters játssza a feleségét, Marie-t, Andrea Riseborough pedig a lányukat, Dee-t.
A minisorozatot a Tiszafa-hadművelet ihlette, amely számos híres tévés személyiség vádemelését eredményezte.

## Szereplők
- Robbie Coltrane, mint Paul Finchley
- Julie Walters, mint Marie Finchley (Finchley felesége)
- Andrea Riseborough, mint Danielle "Dee" Finchley (Finchley lánya)
- Tim McInnerny, mint Karl Jenkins (Finchley humorista partnere)
- Babou Ceesay, mint Jerome Sharpe (Finchley jogtanácsosa)
- Mark Lewis Jones, mint Gerry (nyomozó)
- Nadine Marshall, mint DI Palmer
- Kate Hardie, mint Rebecca Thornton (állítólagos megerőszakolt áldozat)
- Susan Lynch, mint Christina Farnborough (régebbi bébiszitter)
- Graeme Hawley, mint Dan
- Cara Barton, mint Young Dee Finchley
- William Wright-Neblett, mint Billy (Dee fia)
- Trystan Gravelle, mint fiatal Paul Finchley
- Lucy Speed, mint fiatal Marie Finchley
- Kerry Fox, mint Zoe Darwin (Finchley ügyvédje)
- Renaee-Mya Warden, mint Frances
- Jeremy Swift, mint Simon
- Rosalind Eleazar, mint Georgina
- Ed Eales White, mint fiatal Karl Jenkins
- Sarah Middleton, mint Young Rebecca Thornton
- Ruby Ashbourne Serkis, mint fiatal Christina Farnborough
- Vivienne Bell, mint Stella
- David Fleeshman, mint bíró
- Sam Hoare, mint Tom
- Ben Lloyd-Hughes, mint Freddie
- Ronnie Fox, mint taxi sofőr
- Vicki Hackett, mint recepciós
- Ian Puleston-Davies, mint Leo
- Johann Myers, mint Dave
- Catherine Breeze, mint nővér
- Darren Boyd, mint Hamish
- Lee Mack, mint saját maga
- Robert Webb, mint saját maga
- Alan Carr, mint saját maga
- Frank Skinner, mint saját maga
- Victoria Derbyshire, mint saját maga

## Epizódok

### Első rész
- Premier: 2016. szeptember 20.

### Második rész
- Premier: 2016. szeptember 27.

### Harmadik rész
- Premier: 2016. október 4.

### Negyedik rész
- Premier: 2016. október 11.

## Fordítás
- Ez a szócikk részben vagy egészben  a   National Treasure (TV drama) című angol Wikipédia-szócikk ezen változatának fordításán alapul.  Az eredeti cikk szerkesztőit annak laptörténete sorolja fel. Ez a jelzés csupán a megfogalmazás eredetét és a szerzői jogokat jelzi, nem szolgál a cikkben szereplő információk forrásmegjelöléseként.